# Parque nacional del Aspromonte

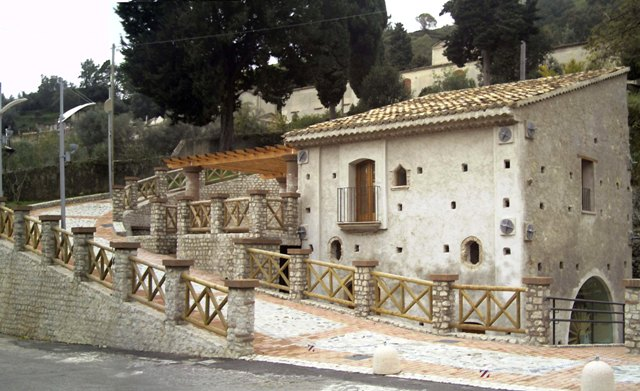
Centro de visitantes del Parque de Aspromonte

El Parque nacional del Aspromonte tiene una extensión de 641 km². Está situado en el extremo sur de los Apeninos, en Calabria. Se halla cerca del mar e incluye montañas cercanas a los dos mil metros, como el Montalto, de 1955 m. El territorio, cruzado por varios cursos de agua, alberga especies de importancia como el lobo itálico, el halcón peregrino, el búho real y el azor común. La vegetación está formada por bosques de hayas, abetos, pinos, robles, castaños y matorral de maquis. Hay un par de especies raras, el águila perdicera y un helecho tropical, la píjara.

## Geografía
El Aspromonte es un macizo montañoso que forma parte del complejo de los llamados Alpes meridionales o calabreses, formando un arco que va del precámbrico al paleozóico. Está formado por rocas ígneas y metamórficas (granito, gneis y esquisto). La hidrografía se caracteriza por los fiumara, nombre que reciben en la zona los torrentes de corto recorrido que llevan muy poca agua en verano.
La flora es la característica de la latitud, la cercanía del mar y las precipitaciones concentradas en otoño e invierno. En la franja costera, se encuentran la maquia mediterránea xerófila, con especies como el laurel, Pistacia lentiscus, Myrtus communis, Arbutus unedo, Euphorbia dendroides, Erica arborea, etc. En las zonas cultivadas, hay olivos. En el bosque, Alnus glutinosa, Populus nigra, Salix sp. (salici), Nerium oleander y Tamarix. A partir de 600 m de altura, hay pinos, en la zona de 1000m y en la vertiente tierra, castaño; a partir de 1000 m, hay robles y en la misma zona pino laricio. A 1200 m se encuentran hayedos y abetos.
Entre la fauna, hay lobos, jabalíes, tejones, zorros, nutrias, lirones, etc.

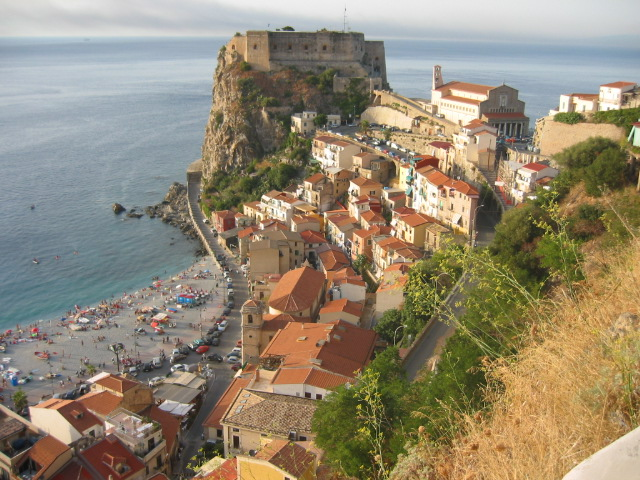
Pueblo de Scilla

## Comunas
El parque incluye 37 municipios o comunas, todos en la provincia de Regio Calabria: Africo, Antonimina, Bagaladi, Bova, Bruzzano Zeffirio, Canolo, Cardeto, Careri, Ciminà, Cinquefrondi, Cittanova, Condofuri, Cosoleto, Delianuova, Gerace, Mammola, Molochio, Oppido Mamertina, Palizzi, Platì, Reggio Calabria, Roccaforte del Greco, Roghudi, Sant'Eufemia d'Aspromonte, Sant'Agata del Bianco, Santa Cristina d'Aspromonte, Samo, San Giorgio Morgeto, San Lorenzo, San Luca, San Roberto, Santo Stefano in Aspromonte, Scido, Scilla, Sinopoli, Staiti y Varapodio.